# ジョージ・ジーヴァージー・ラーオ・シンディア
ジョージ・ジーヴァージー・ラーオ・シンディア（George Jivaji Rao Scindia, 1916年6月26日 -  1961年7月16日）は、 北インド、シンディア家の当主（在位：1925年 - 1961年）およびグワーリヤル藩王国の君主（在位：1925年 - 1947年）。単にジーヴァージー・ラーオ・シンディア（Jivaji Rao Scindia）とも呼ばれる。

## 生涯

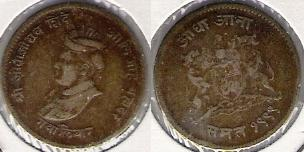
ジーヴァージー・ラーオのコイン（1942年）

1916年6月26日、ジョージ・ジーヴァージー・ラーオ・シンディアはシンディア家当主であり藩王のマードー・ラーオ・シンディア2世の息子として生まれた。その名の一部である「ジョージ」は当時のイギリス国王ジョージ5世にちなんで名付けられたものである。
1925年6月5日、マードー・ラーオは死亡し、ジーヴァージー・ラーオがその地位を継承した。
1936年6月26日まで、ジーヴァージー・ラーオは摂政評議会の下で統治し、以降は自身で統治をはじめた。
1947年8月15日、インド・パキスタン分離独立時、ジーヴァージー・ラーオは帰属先をインドとし、その領土はインドへと併合された。
1961年7月16日、ジーヴァージー・ラーオはボンベイで死亡した。